# Данило Тюрк
Данило Тюрк (на словенски: Danilo Türk) e словенски юрист (професор), дипломат и политик.
Заема поста президент на Словения от 23 декември 2007 до 22 декември 2012 година.

## Биография

#### Ранне години
Тюрк е роден в Марибор, СР Словения, СФР Югославия на 19 февруари 1952 година. Завършва право в Люблянския университет.

#### Дипломат и учен
Данило Тюрк е първият посланик на Словения в Организацията на обединените нации от 1992 до 2000 година, а също така и асистент на секретаря на ООН за политическите отношения от 2000 година до 2005 година. Прави изявления в Съвета за сигурност относно Израело-Палестинските сблъсъци. Професор е по международно право на Люблянския униврситет, където е и декан по студентските въпроси.

#### Президент на Словения
Кандидитира се на президентските избори в Словения през 2007 година. На първия тур от изборите на 21 октомври печели 24,54% от гласовете, а неговият противник Алоиз Петерле събира 28,50% от гласоподавателите. И двамата участват на балотаж на 11 ноември, на който Данило Тюрк печели убедително със 70,8% от гласовете. Така Тюрк става третият президент на Словения, като сменя своя предшественик Янез Дърновшек.
През 2012 година Тюрк се кандидатира за втори мандат като независим, подкрепян от коалицията Листа на Зоран Янкович - Позитивна Словения и леви партии, противопоставящи се на програмата за икономии на правителството, но изненадващо претърпява поражение и губи с 33% от гласовете на втори тур от социалдемократа Борут Пахор.